# 巴塞寬頭喉盤魚
巴塞寬頭喉盤魚（學名：Cochleoceps bassensis）為輻鰭魚綱喉盤魚目喉盤魚科的其中一種，分布於東印度洋澳洲海域，本魚體延長，頭部寬闊扁平和吻部突出呈三角形，吻部尖端圓潤全身覆蓋著大片密集的紅色斑點或斑塊，體不被鱗，覆有粘液層，腹鰭喉位，與周圍的皮褶特化成一吸盤，尾鰭圓形，屬底棲性魚類，生活習性不明。

## 擴展閱讀
維基物種上的相關：巴塞寬頭喉盤魚